# Terceiro Programa do Partido Comunista da União Soviética
O Terceiro Programa do Partido Comunista da União Soviética é o documento principal do PCUS, adotado em seu 22º Congresso em 31 de outubro de 1961. O principal objetivo do programa foi criar um plano para construção do comunismo. (Foi o primeiro programa aprovado ao ter este nome; os programas aprovados previamente quando o partido chamava-se Partido Operário Social-Democrata Russo e Partido Comunista da União de Bolcheviques sob sigla VKPb.) 
O cerne da nova abordagem para a construção do comunismo foi uma tentativa a substituir a dura administrativa de Josef Stálin de "pressão de cima para baixo" com uma forma de autogoverno socialista baseado em princípios de moralidade comunista. O Código Moral do Construtor do Comunismo era uma parte fundamental do Terceiro Programa, assim como a renovação de Guarda Popular Voluntária (Drujinas) e Tribunas de Camaradas,  e a introdução geral de princípios gerais de coletivismo, iniciativa, camaradagem de auxílio mútuo e responsabilidade pessoal pelo bem coletivo. Muitas dessas reformas sociais formaram mais tarde a base para a compreensão da década de 1960 na União Soviética (Degelo de Khruschev e início da Era da Estagnação).

## História da Criação
O 19º Congresso veio como conclusão fundamental às mudanças adotadas desde o Segundo Programa do Partido. Por consequência, o congresso decidiu que era necessário retrabalhar o Programa do Partido. No 20º Congresso, o Comitê Central foi instruído para "preparar um rascunho do Programa do Partido Comunista da URSS, baseado nos preceitos do Marxismo-Leninismo, desenvolvendo uma base segundo a experiência histórica do Partido, a experiência dos partidos de nações socialistas irmãs, experiências e vitórias de todo o movimento comunista internacional, e tendo em mente um plano a longo prazo para a construção do comunismo, desenvolvendo a economia e cultura da União Soviética".
Para desenvolver o rascunho do programa, foi criado um grupo de trabalho, localizado no retiro do sanatório "Sosny" da Administração do Comitê Central do PCUS na região de Moscou, chefiado pelo Secretário do Comitê Central do PCUS, Boris Ponomarev. O trabalho inicial para a criação de um esboço do novo Programa começou em meados de 1958 e, por fim, cerca de 100 cientistas e especialistas importantes trabalharam nele por três anos.
Em junho de 1958, em nome de Otto Ville Kuusinen, um dos secretários e membro do Presidium do Comitê Central do PCUS, foram enviadas tarefas temáticas a instituições científicas, departamentos governamentais e organizações públicas. Tarefas especiais foram atribuídas aos acadêmicos Eugen Varga e Stanislav Strumilin, que posteriormente prepararam o artigo "On the Ways of Building Communism" (Sobre os caminhos para a construção do comunismo), que apresentava perspectivas de desenvolvimento para 10 a 15 anos. Em 25 de julho de 1959, o Presidium estabeleceu os princípios: os acadêmicos lidariam com a teoria, e os cálculos práticos, ou seja, quanto, quando e onde a indústria e a agricultura produziriam, deveriam ser apresentados pela Comissão de Planejamento do Estado (Gosplan) e pela Comissão Econômica do Estado.
Na primavera de 1961, o trabalho no projeto foi concluído e seu texto foi entregue ao Primeiro Secretário do Comitê Central do PCUS, Nikita Khrushcev. No final de abril de 1961, formulou seus comentários. Após a revisão apropriada, o rascunho do Programa foi considerada em 24 de maio no Presidium do Comitê Central do PCUS e em 19 de junho no Plenum do Comitê Central. Em 26 de julho de 1961, em uma reunião do Presidium do Comitê Central do PCUS, o texto da minuta do programa fornecido pela comissão do programa foi aprovado.

## Discussão nacional
Em 30 de julho de 1961, o texto da minuta do programa foi publicado nos jornais Pravda e Izvestia para que a população pudesse se familiarizar com ele e expressar sugestões e comentários. Os comitês regionais do partido enviaram relatórios para a capital sobre a discussão do rascunho do programa do partido. Os jornais e revistas deveriam coletar cartas da população que chegassem aos editores e estivessem relacionadas à minuta do programa e enviá-las para processamento e análise a grupos de trabalho especialmente criados que resumiam propostas sobre vários tópicos, por exemplo, sobre questões étnicas.
Até 15 de setembro de 1961, seis revistas e 20 jornais receberam um total de 29.070 correspondências, das quais 5.039 foram publicadas. No total, quase 44 milhões de pessoas participaram de conferências do partido e reuniões de trabalhadores dedicadas à discussão desse documento. Considerando as cartas enviadas a jornais locais, órgãos do partido, rádio e televisão, o número de peças publicadas foi de 17.080, de acordo com dados citados pelo historiador Alexander Pijikov.

## Estrutura

### Parte Um: TRANSIÇÃO DO CAPITALISMO AO COMUNISMO –  O CAMINHO DO DESENVOLVIMENTO DA HUMANIDADE
1. A inevitabilidade histórica da transição do capitalismo ao socialismo.
2. O significado na história do mundo da Revolução de Outubro e a vitória do socialismo na União Soviética.
3. O sistema internacional do socialismo.
4. Crise do capitalismo em perspectiva internacional.
5. O movimento revolucionário internacional da classe trabalhadora.
6. O movimento de libertação nacional.
7. A luta contra a burguesia e ideologia reformista.
8. Coexistência pacífica e luta pela paz internacional.

### Parte Dois: TAREFAS DO PARTIDO COMUNISTA DA UNIÃO SOVIÉTICA PELA CONSTRUÇÃO DE UMA SOCIEDADE COMUNISTA
Comunismo: o luminoso futuro para toda a humanidade.
1. A tarefa do partido no campo econômico da construção, criação e desenvolvimento da base material e técnica do comunismo. 
  1. Desenvolvimento da indústria, construção, transporte e seu papel na criação das forças produtivas para o comunismo.
  2. Desenvolvimento da agricultura e relações sociais no campo.
  3. Administração da econômia e planejamento nacional.
2. Tarefas do partido no campo de elevar a qualidade da realidade material vida do povo.
3. Tarefas do partido no campo da construção de um estado e futuramente o desenvolvimento de uma democracia socialista.
  1. Conselhos e desenvolvimento de princípios democráticos na administração pública.
  2. Futuro desenvolvimento do papel das organizações públicas, estado e comunismo.
  3. Fortalecimento das Forças Armadas em capacidade defensiva da União Soviética.
4. Tarefas do partido no campo de relações étnicas.
5. Tarefas do partido no campo de ideologia, educação, ciência e cultura.
  1. No campo da educação e consciência comunista.
  2. No campo da educação pública.
  3. no campo das ciências.
  4. No campo da construção cultura, na arte e literatura.
6. Construção do comunismo na União Soviética e colaboração entre nações irmãs.
7. O partido no período de progresso e construção do comunismo.